# Mia Brookes
Mia Brookes (Sandbach, 19 de enero de 2007) es una deportista británica que compite en snowboard.
Ganó una medalla de oro en el Campeonato Mundial de Snowboard de 2023, en la prueba de slopestyle. Adicionalmente, consiguió tres medallas en los X Games de Invierno.

## Medallero internacional
| Campeonato Mundial | Campeonato Mundial  | Campeonato Mundial | Campeonato Mundial |
| Año                | Lugar               | Medalla            | Prueba             |
| ------------------ | ------------------- | ------------------ | ------------------ |
| 2023               | Bakuriani (Georgia) | Medalla de oro     | Slopestyle         |

| X Games de Invierno | X Games de Invierno    | X Games de Invierno | X Games de Invierno |
| Año                 | Lugar                  | Medalla             | Prueba              |
| ------------------- | ---------------------- | ------------------- | ------------------- |
| 2024                | Aspen (Estados Unidos) | Medalla de oro      | Slopestyle          |
| 2025                | Aspen (Estados Unidos) | Medalla de plata    | Knuckle huck        |
| 2025                | Aspen (Estados Unidos) | Medalla de bronce   | Slopestyle          |